# كورنيت دي أدا
كورنيت دي أدا هي كومونا يبلغ عدد سكانها 10799 نسمة في اقليم مونزا وبريانزا، وتقع على بعد 21 كم من مونزا، عاصمة الإقليم. إنه جزء من فيميركاتيزي وباركو أدا نورد. تقع فرازيوني كولناغو وبورتو دادا داخل حدود  البلدية.
تسمى ساحة كورنيت الشهداء الخامس عشر، كإعادة تمثيل للأنصار الخمسة عشر الذين قتلوا على يد  النازيون في ساحة لوريتو في ميلانو، في 10 أغسطس 1944. في 29 مايو 2018، منح رئيس الجمهورية لقب «مدينة كورنيت دادا».

## روابط خارجية
- Official website (in Italian)